# 神奈川県立相模原弥栄高等学校
神奈川県立相模原弥栄高等学校（かながわけんりつ さがみはらやえいこうとうがっこう）は、神奈川県相模原市中央区弥栄三丁目にある公立の単位制による全日制高等学校。
2020年（令和2年）度に神奈川県立弥栄高等学校と神奈川県立相模原青陵高等学校が統合し、神奈川県立相模原弥栄高等学校となった。

## 概要
県立高校改革推進計画により、2008年度（平成20年度）に同じ敷地にあった神奈川県立弥栄東高等学校と神奈川県立弥栄西高等学校が統合し、集合型専門高校の神奈川県立弥栄高等学校として発足。2017年度の学科改編により、普通科・音楽科・美術科・スポーツ科学科の4つの学科を持つ進学重視型単位制高校となる。
2020年度には神奈川県立相模原青陵高等学校と統合、単位制による全日制高等学校となった（学科は変わらず）。
神奈川県立高校の中では、音楽科を持つ唯一の高校である。異なる4つの各学科が、それぞれの道でスペシャリストになるための特化した教育を行っており、施設・設備も非常に充実している。
東西統合と同時に、前期・後期の2期制を導入し、90分×4コマ授業が導入されたが、2017年度より50分×7コマに変更された。
進学指導に力を入れており、弥栄高校時代に始まったドリーム・キャッチャープロジェクトという名の下で、夏期講習、秋期講習、冬期講習、土曜日フォローアップ補習など多くの補習が行なわれている。
伝統的に部活動が非常に盛んであり、運動部・文化部ともに全国大会・関東大会・県大会での活躍が顕著である。
また、地域の小学校、中学校、福祉施設等との交流も盛んであり、2009年度には、かながわ部活ドリーム大賞で「グランプリ」を、2012年度には、「かながわ部活スポーツ賞」と「かながわ部活文化賞」をダブル受賞している。

## 沿革
（沿革節の主要な出典は公式サイト）
- 1982年（昭和57年）
  - 4月1日 - 神奈川県立県北方面校設立準備開始
  - 11月25日 - 校内内示
- 1983年
  - 1月1日 - 神奈川県立弥栄東高等学校、神奈川県立弥栄西高等学校として設立告示
  - 1月24日 - 両校 校章制定
  - 2月14日 - 両校 学則制定
  - 3月14日 - 両校 第一期・二期工事完成
  - 4月1日 - 神奈川県立弥栄東高等学校および神奈川県立弥栄西高等学校開校。
  - 4月5日 - 両校 第1回入学式挙行
  - 12月26日 - 両校 第三期工事完成
- 1984年3月14日 - 両校 落成式挙行
- 2008年（平成20年）4月1日 - 神奈川県立弥栄高等学校に再編され開校。設備は弥栄西高校と弥栄東高校が隣接しているためそのまま統合して使用する。神奈川県学力向上推進及び特色ある高校づくり推進事業で「スーパーハイスクール」指定を受ける[6]。理数科、国際科、芸術科、スポーツ科学科の4専門学科体制。
- 2009年2月20日 - かながわ部活ドリーム大賞 「グランプリ」 受賞
- 2010年4月1日 - 神奈川県立高等学校教育力向上推進事業において、「スペシャリスト人材育成」および「理数科学教育」の指定を受ける[1]。
- 2012年2月20日 - かながわ部活ドリーム大賞 「かながわ部活スポーツ賞」「かながわ部活文化賞」をダブル 受賞
- 2013年4月1日 - 神奈川県立高校教育力向上推進事業ver.IIにおいて、「理数科学教育教育実践校」の指定を受ける。
- 2017年4月 - 国際科、理数科を募集停止し普通科へ統合、芸術科を音楽科と美術科に分離。
- 2020年4月 - 神奈川県立相模原青陵高等学校と統合し、神奈川県立相模原弥栄高等学校となる。

## 立地
北西側には相模原市立弥栄小学校・相模原市立弥栄中学校が、北側には独立行政法人国民生活センターが、南側には淵野辺公園・市営相模原球場・銀河アリーナが、東側には空き地を1つ挟んで独立行政法人宇宙航空研究開発機構（JAXA）相模原キャンパス・相模原市立博物館がそれぞれ設営されている。
これらの施設は米軍基地の大規模な跡地を利用したものである。また、敷地には国有林が隣接している。

## 設置課程
- 単位制
  - 普通科
  - 音楽科
  - 美術科
  - スポーツ科学科

## 各学科の特色
弥栄高校時代は、1年次では全学科混合クラスを編成し、2年次以降は専門学科単位でのクラス編成となっていた。

### 普通科
弥栄高校時代の2017年4月に、理数科と国際科を統合する形で設置。各学年約160人（2019年度入学生より200人）。
これまでの国際科や理数科のカリキュラムや設備を活かし、外国語教育や理数教育を重視している。
第二外国語（仏、独、伊、西、中、韓）を履修したり、英語での劇の発表をする「表現活動」を選択することもできる。また、全員がGTECを受験する。
自分で課題を作り、その研究成果を発表する「学術探求」を選択することもできる。
普通科発表会、英語合宿といった年間行事が組まれている。
複数の海外姉妹校との交流が行われており、複数の海外姉妹校への訪問・受け入れにより、多様な異文化体験が行なわれている。

### 音楽科
弥栄高校時代の2017年4月に芸術科音楽専攻を改編して設置。各学年約40人。
神奈川県立高校において音楽科がある高校は相模原弥栄高校のみである。
弥栄東高校時代や芸術科音楽専攻時代からの伝統があり、「器楽（専攻、合奏、副科ピアノ、ピアノアンサンブル）」「声楽（専攻）」の実技系科目や「総合音楽」「音楽理論」「ソルフェージュ」「音楽史」「演奏研究」等の理論系科目の授業を展開し、音楽の専門家になる教育が行なわれている。
また、「合唱」「オーケストラ」「クワイア」の授業では、年4回行われる演奏会に向けて学習する。
音楽室の他に、芸術表現室（視聴覚室）・合唱室・合奏室・音楽理論室・ソルフェージュ室・レッスン室（26部屋）が設置されており、音楽実習を行う教室が計32室ある。
また、2年次の秋季休業中にはウィーン・ハンガリーにて姉妹校交流を実施している。

### 美術科
弥栄高校時代の2017年4月に芸術科美術専攻を改編して設置。各学年約40人。
美術教室の他に、CG学習室、彫刻室、造形室、工芸室、素描室、日本画室、版画室、油絵アトリエ、素描アトリエなどが設置されており、美術大学に迫るレベルでの学習機会が提供されている。
2年次の秋季休業中には、イタリア姉妹校交流を実施し、現地での美術鑑賞に関連した鑑賞研修の学習を行なう。
音楽専攻と同じく、弥栄東高校時代からの伝統があり、近年では大多数の生徒が美術系大学・短大に進学している。
美術専攻の生徒の作品は、頻繁に、「はんが甲子園」や「映画甲子園」などの全国大会に出場している。
美術科の生徒は、入学と同時に、美術部に入部することになっている。

### スポーツ科学科
各学年約80人。
スポーツ栄養学、スポーツ科学などの専門科目が設けられており、アスリートを育成する教育を行っている。
弥栄東西両校の施設をそのまま使用しているので、体育館、ウェイトルーム、武道場、卓球場、身体表現室などの施設が2つずつある。
校外実習として、キャンプ実習、スケート実習、沖縄水辺実習などが行われている。
スポーツ実技発表会は、テレビなどのメディアで放送されることもある。
ほとんどの生徒が体育会系運動部に所属している。
卒業後の進路は、高等教育機関を経た後、プロアスリート、医療看護系、地域指導者、教員などスポーツに関連する仕事に従事する者が多い。

## 教育機関との交流協定
以下の大学との教育に関する交流協定を結んでいる。
- 北里大学（平成13年度から）
- 中央大学（平成13年度から）
- 女子美術大学（平成14年度から）
- 桜美林大学（平成15年度から）
- 神奈川大学（平成19年度から）
- 国立音楽大学（平成21年度から）
- 昭和音楽大学（平成21年度から）
- 和泉短期大学（平成13年度から）
- 首都圏西部大学単位互換協定会（平成15年度から）

## 姉妹校交流
国際理解教育として、海外姉妹校との交流が行われている。
全学科・全学年の各クラスには国際交流委員がおかれ、海外の姉妹校の生徒の受け入れ、様々な国の文化研究と研究成果の発表、途上国への募金活動などを行っている。
海外姉妹校の生徒を受け入れる際は、普通科のクラスに受け入れている。
毎年10月に、音楽科・美術科の2年次生は、研修旅行として、複数に分かれ、海外の姉妹校を訪問している。
現在は海外7カ所の姉妹校訪問を行っている。

### アメリカ姉妹校
メリーランド州ハイポイント高校とは隔年で訪問と受け入れ交流を実施している。
ハイポイント高校訪問がある年は学科を問わず全校の生徒が訪問を希望することができる。
また、6月にはハイポイント高校の生徒と教員が弥栄高校を訪問して、生徒の家庭にホームステイして弥栄高校の授業に参加している。

### カナダ姉妹校
ブリティッシュコロンビア州のナナイモ市にある高校と交流をしている。
現地の家庭に1週間のホームステイをしながら現地の姉妹校に通って授業を受ける。

### オーストラリア姉妹校
弥栄西高校外国語コースの時代から20年の歴史がある。
オーストラリアの複数の高校と交流してきた伝統があり、現在では、オーストラリアでは、ビクトリア州バーンズデール高校と交流している。
バーンズデール高校は2年ごとに弥栄高校を訪問し、生徒家庭にホームステイしながら弥栄高校で授業を受けながら交流している。

### ベトナム姉妹校
弥栄高校国際科が設立されたと同時に、アジア地域での姉妹校交流も開始された。
ベトナムは英語を話す人が多いこと、途上国理解をはじめとする国際理解教育に適した場所であること、治安もよく食事も美味しいので近年多くの日本人が訪れていることなどの理由で、ベトナムが選定されている。
国際科ではアジア地域との交流を深めることで、アジアを理解し、アジア地域の一員としての意識をもてる教育も目指している。

### イタリア姉妹校
美術科2年次生（2017年度以前は芸術科美術専攻2年次生）が毎年訪問している。
芸術の本場イタリアを訪問し、フィレンツェにある国立ポルタロマーナ美術専門高等学校(Liceo Artistico Porta Romana)の高校生との交流、現地での作品制作などを通してグローバルな視野を持った芸術教育を目指している。

### ハンガリー姉妹校
音楽科2年次生（2017年度以前は芸術科音楽専攻2年次生）が毎年訪問している。
ハンガリーのニーレジハーザにあるコダーイ小学校(Kodály Zoltán Általános Iskola)の生徒との演奏交流をしたり、現地の先生の指導を受けたりしている。

### 韓国姉妹校
2016年に京畿道の華城市にある東灘中央高等学校と姉妹校連携を締結した。

## 学科発表会
各学科は、例年、それぞれ、学科発表会を行っており、各学科の特色を出している内容になっている。

### 普通科
普通科発表会
毎年3月に、相模原市立あじさい会館で行われている。英語劇や、第二外国語による発表、学習成果プレゼンテーションなどが行っている。

### 音楽科
音楽科定期演奏会
毎年10月に、杜のホールはしもとで行われている。演奏時間は、休憩含めておおよそ2時間から2時間半で、主にオーケストラや合唱を披露している。
音楽科校外演奏会
毎年3月に、2年間の集大成として、杜のホールはしもとで行われている。2年次生のソロを中心に、合唱やオーケストラをおおよそ7時間に及び披露している。
音楽科卒業演奏会
毎年12月に、高校生活の集大成として、杜のホールはしもとで行われている。3年次生のソロ、合唱、オーケストラをおおよそ7時間に及び披露している。
協奏曲・室内楽・アリアの夕べ
毎年5月に、杜のホールはしもとで行われている。オーディションで選ばれた生徒による室内楽、協奏曲、ソロや、2,3年次生全員によるオペラやオペレッタの上演もしている。
音楽科校内演奏会
1年次生は5月と11月、2年次生は5月、3年次生は7月に、校内の芸術表現室で行われている。1学年2日間に分けて、全員の専攻楽器（声楽）によるソロが披露される。
上記の演奏会はすべて、生徒により企画、運営されている。

### 美術科
弥栄高校美術専攻展
毎年12月に、相模原市民ギャラリーで美術科の生徒の作品の展示会を開催している。

### スポーツ科学科
スポーツ科学科実技発表会
毎年12月に、校内の体育館で行われている。専門実技や、集団行動、アクロバットなどが披露される。

## 象徴

### 校章
楯の中に弥栄の「Y」が刻まれており、心身の調和を表している。
4つの学科の校章は、左半分が弥栄ブルー、右半分が白地に各学科のイメージカラーのストーンが置かれたデザインである。(普通科が黄、音楽科が赤、美術科が緑、スポーツ科学科が青で、この4色は弥栄高校校歌の歌詞に基いたものである。)。
弥栄高校の期待する生徒像は、「弥栄に集う若人は、心豊かで、世界に開かれた視野を持ってほしい。」というものであり、弥栄高校はそのような人間像を「やえいびと」と名付け、校章に託している。
デザイン選定においては、校内に募集をかけて、2007年度WE FESTIVAL （文化祭）において投票を行い、高い支持を得た案が原案として採用された。

### 校旗
校章の楯の形をもとにスクールマスコットのアオバズク、スクールフラワーの金襴を配置し、式典用と大会用の2種類ある。

### スクールマスコット・スクールフラワー
スクールマスコットのアオバズクは、相模原市に生息するフクロウの仲間で、智恵の象徴で弥栄高校の知性を表す。
スクールフラワーのキンランは、相模原地域に見られた可憐で美しい花で、雑木林の中で木洩れ日を浴びて咲くひたむきな姿は弥栄高校の生徒を象徴している。

### 校歌
弥栄東高校、西高校にはそれぞれ校歌が存在していたが、コード進行が同一であり、単独で歌うことも同時に歌うこともできるように作られていた。
弥栄高校校歌のメロディーは、当時の音楽科教諭であった足立誠によって、弥栄東高校・西高校の校歌と同じ和音進行で作成された。
弥栄高校校歌を単独で歌うことも、東西高校の校歌と同時に歌うこともできる。
歌詞は、公募した言葉や校歌案をもとに、生徒・保護者・教頭・開校準備室職員で構成される校歌歌詞選定委員会が作成した。伝統を大切にし、過去から未来に向かう弥栄高校の意思を表す歌詞である。
2014年3月16日、題名のない音楽会（テレビ朝日）にて現役生徒によるそれぞれの歌唱が紹介された。

### スクールカラー
弥栄ブルー

### 学科色
- 普通科	 - 「金蘭」ゴールドのような黄色[14]
- 音楽科	 - 「茜空」茜色[14]
- 美術科	 - 「緑の風」ミントグリーン[14]
- スポーツ科学科 - 「青き空」スカイブルー [14]

## 設備
旧東校と旧西校の施設・設備をそのまま弥栄高校が使用していることと、4つの専門学科の特色に応じた設備が増設されている。
上空から見ると校舎全体で「Y」「A」「E」「I」の文字をかたどっていることがわかる。
普通教室・音楽科の教室には、全室エアコンが完備されている。
- テニスコート 7面
- 野球場（1塁側・3塁側にベンチ付き、照明付き）
- グラウンド（210m×90m　照明付き）
- ハンドボールコート
- 体育館 2箇所
- 武道場（体育館内） 2箇所
- 卓球場 2箇所
- 野外音楽堂
- プール
- 芸術の森
- 音楽室・レッスン室 計32部屋
（音楽室、芸術表現室（視聴覚室）・合唱室・合奏室・音楽理論室・ソルフェージュ室・レッスン室26部屋）
- 美術関係 11部屋
（CG学習室、彫刻室、造形室、工芸室、素描室、日本画室、版画室、美術実習室2部屋、油絵広場、油絵アトリエ、素描アトリエ）
- 理科実験室 7部屋
（物理実験室、有機化学実験室、無機化学実験室、生物実験室、微生物実験室、バイオテクノロジー実習室、地学実験室）
- コンピュータ教室 6部屋（コンピュータ-LL教室2部屋、CG学習室を含む）
- ガイダンスルーム 4部屋

## フレッシャーズキャンプ
各学科合同で、1年次4月に、弥栄高校で3年間、学校生活を送る上で必要な「弥栄高校生としての自覚」を促す目的で、フレッシャーズキャンプという名で、1泊2日の宿泊研修を行っている。なお、2018年度はさがみ湖リゾート プレジャーフォレストにおいて野外炊事活動を行った。

## 実習・研修旅行
特色のある4つの学科が存在するために、一般の高校で行なわれている学年の生徒全員での修学旅行は存在しない。
入学後2年目に各学科ごとに秋期休業期間などを利用して、研修旅行を行なっている。
各学科が、その道のスペシャリストを育成するために、特色のある実習・研修旅行を行っている。

### スポーツ科学科
- 1年次 7月 サマーキャンプ実習
- 1年次 3月 スケート実習
  - 高校と隣接する淵野辺公園内にある銀河アリーナでスケート実習を行っている。
- 2年次 3月 宮古島水辺実習

### 普通科
- 1年次 10月 山梨県西湖 英語合宿（希望者）[8]
- 2年次 8月 海外姉妹校への訪問（希望者）[8]
- 2年次 10月 沖縄研修旅行[8]

### 音楽科
- 2年次 10月 ウィーン・ハンガリー研修旅行

### 美術科
- 1,2年次 7月 山梨県西湖 宿泊研修（校外写生合宿）
- 2年次 10月 イタリア研修旅行

## 文化祭（WE FESTIVAL）
文化祭では、各学科が特色のある催し物を行っている。
サイエンス部の展示会や、ダンス部の発表会、ARTLiVEの舞台芸術発表など、各部活動の発表会が行われている。
また、美術科の生徒が作成した芸術作品の展示会や、音楽科による有志団体による演奏も行われている。
2日目の一般公開終了後は、後夜祭があり、東体育館でライブ活動を行なっている。
旧弥栄西高校と旧弥栄東高校時代、「西 (West) と東 (East) の合同文化祭」であったことから WE FESTIVAL の名称で合同文化祭を行っており、各校統合し相模原弥栄高校となった現在でもそう呼ばれている。

## 部活動
2009年度には、「かながわ部活ドリームグランプリ」を2012年度には、「かながわ部活スポーツ賞」と「かながわ部活文化賞」をダブル受賞している。
男子バレーボール部、男子陸上部競技、女子陸上競技部、ダンス部、箏曲部、合唱部、美術部は、全国大会の常連である。
近年、体操部、女子テニス部、剣道部、吹奏楽部、放送部、サイエンス部も全国大会に出場している。
日本代表に選出されている選手も複数名在籍する。

### 体育会系
- 男子バレーボール部
  - 国スポ神奈川県代表選手に選出10名 国スポ準優勝（2010）選出5名（2009）
  - 日体大カップ優勝（2010）
  - インターハイベスト8（2010）
  - 全日本ユース代表に選出1名（2010）
  - 春高バレー 全国大会 3年連続出場（2010）、全国ベスト8（2009）全国3位（2008）
- 女子バレーボール部
- 男子サッカー部
  - 彩の国U-17サッカーフェスティバル優勝（2010）
  - 全国高校総体出場（2005）
- 女子サッカー部
- 男子陸上競技部
  - インターハイ出場4名（2011）
  - インターハイ出場2名（2010）
- 女子陸上競技部
  - インターハイ出場8名（2011）
  - インターハイ出場延べ5名（2010）個人円盤投げ全国3位（2010）
  - U18日本選手権大会 砲丸投6位（2010）
  - U20日本選手権大会 円盤投第4位（2010）
  - 日中韓対抗陸上競技大会・日本代表に選出1名（2010）
- 硬式野球部
- ソフトボール部
- ハンドボール部
- 男子テニス部
- 女子テニス部
  - 全国選抜ベスト16（2008）
- 水泳部
  - 全国大会出場（2009）
- 男子バスケットボール部
- 女子バスケットボール部
- 男子バドミントン部
- 女子バドミントン部
- 男子剣道部　2018年に神奈川県公立高校初のインターハイ出場を果たした
- 女子剣道部
- 卓球部
- ダンス部
  - 全日本高校・大学ダンスフェスティバル神戸「入選」（2010）
  - 全国大会出場（2009）
- 体操部
  - インターハイ出場（2011）
- その他（部活動外）
  - 2010 FIFA U-17女子ワールドカップ・サッカー日本女子代表に選出1名（2010）

### 文化系
- 書道部
  - 大東文化大学主催 全国書道展銀賞1名（2007）
  - 日本書写教育研究会主催 全国書き初め作品展覧会 全日本芸術振興学会賞1名、大阪市PTA協議会賞1名（2007）
  - 日本武道館主催 全日本書き初め大展覧会特選1名（2007）
- 生活デザイン部
  - 全国高校生パッチワーク&刺繍コンテスト2年連続入賞（2009）
- 茶道部
- 華道部
- 合唱部
  - 神奈川県合唱コンクール「金賞」受賞
  - 関東合唱コンクール「銀賞」受賞
  - 江川坦庵合唱コンクール「紅ほっぺ賞（総合第2位）」「伊豆の国市賞（聴衆観客賞）」受賞
  - 全国高等学校総合文化祭4年連続出場「文化連盟賞」受賞（2009）
  - 神奈川県民ホール開館35周年記念講演 歌劇『ラ・ボエーム』に出演（2009）
  - 第25回東京ヴォーカルアンサンブルコンテスト「金賞」受賞（2009）（2年連続）
  - 神奈川フィルハーモニー管弦楽団主催コンサート『響け!「歓喜の歌」』に出演（2009）
  - 韓国で開催された合唱祭「World Vision 2010 International Children's Choir Festival」に出演[16]（2010）
  - グリーンホール相模大野開館20周年記念 シエナ・ウインド・オーケストラと共演（2010）
  - NHK「BS日本のうた」出演（2014）
  - 全国高等学校総合文化祭出場（2019）
  - STAND UP! CLASSIC FESTIVAL '19 出演（2019）
- 吹奏楽部
  - グリーンホール相模大野開館20周年記念 シエナ・ウインド・オーケストラと共演（2010）
  - 第34回全国高等学校総合文化祭宮崎大会「文化連盟賞」受賞（2010）
  - 第28回高等学校吹奏楽祭 第1位「教育長賞」受賞（2009）
  - 第26回SHOBI高校生ソロコンテスト「最優秀グランプリ」受賞（2009）

近年日本管楽合奏コンテストに連続出場中
- 美術部
  - NHK教育「デジスタ・ティーンズ」の学長（ロンドンブーツ1号2号 田村淳）の所属するビジュアル系バンド「jealkb」のミュージックビデオの制作に参加（2011）
  - 「NHK高校講座 芸術・美術」に出演（2011）
  - デジタルまんが甲子園「最優秀賞」1点、「入選」3点（2011）
  - 全日本学生美術展「特選」（2010）
  - 逓信協会主催、てづくりレターコンクール「日本郵趣協会賞」受賞（2010）
  - 第6回学生国際ショートムービー映画祭in関空・高校の部「準グランプリ」受賞（2010）
  - 東海大学CGグランプリ2010・動画部門「優秀賞」「奨励賞」受賞（2010）
  - 京都伝統工芸大学校「工芸甲子園」第2回全国高校生クリエイティブクラフト展「奨励賞」受賞（2010）
  - 映像コンテスト第5回デジタル岡山グランプリ「準ジュニアグランプリ」受賞（2010）
  - 「Minutes Movie」コンテストジュニア部門「優秀賞」受賞（2010）
  - 第10回 福知山市佐藤太清賞公募美術展絵画の部「特選」1名、「入選」1名（2010）
  - 愛鳥週間ポスターコンクール「優秀賞」受賞（2010）
  - 緑化運動・育樹運動原画ポスターコンクール「最優秀賞」「金賞」W受賞（2010）
  - 第27回 中高生ソフトウェア・アイデア・コンテスト審査会「岩崎学園賞」受賞（2010）
  - 第20回 建設・創造の世界作品コンテスト　絵画・高等学校の部「優秀賞」受賞3名（2010）
  - 第3回アーツカレッジ高校生デザインコンテスト・自由なテーマ部門「部門賞」受賞（2010）
  - 工学院大学デジタルアートコンテスト2010「最優秀賞」受賞1名　「佳作」2名（2010）
  - 第14回 全国きものデザインコンクール「入賞」（2010）
  - 高校生国際美術展「入賞」（2010）
  - 第5回湘南映像祭表「入選」5名（2009）
  - 第10回全国高等学校版画選手権大会（はんが甲子園）個人部門「Tenyテレビ新潟賞」入賞（2009）
  - 国土緑化運動・育樹運動ポスター原画コンクール「国土緑化推進機構理事長賞」受賞（2009）
  - 全国高等総合文化祭出場（2008）
  - はんが甲子園4作品出展（2010）
  - はんが甲子園準優勝（2008）
- 放送部
  - 全国大会出場（2010）
- 演劇部
- ESS（英会話・英語研究部）
- 写真部
  - DNP作品集公募展「佳作」（2010）
- サイエンス部
  - 第9回全国物理コンテスト物理チャレンジ2013 全国大会出場
  - 第8回全国物理コンテスト物理チャレンジ2012 全国大会出場
  - 第6回全国物理コンテスト物理チャレンジ2010 「銀賞」受賞（2年連続）
  - 第5回全国物理コンテスト物理チャレンジ2009 「銀賞」受賞
  - 第81回日本動物学会高校生の部で生物班の研究論文が「優秀賞」受賞（2010）
- 文芸部
- 箏曲部
  - 全国大会出場（13年連続）（2010）「文化連盟賞」受賞（2010）
  - 日本音楽発表会「3位」入賞「高文連会長賞」受賞（2010）
- 軽音楽部
  - 全国高等学校軽音楽コンテスト「グランプリ」受賞（2018）
- YAEIアクト部
- 生徒会
- 国際交流委員
  - 第43回国際理解研究発表大会「最優秀賞(神奈川県知事賞)」受賞（2009）留学生日本語発表部門「優秀賞」受賞（2009）
- アートライブ[17][18]
  - ARTLiVE19 「Lliw」
  - ARTLiVE18 「アイシー」
  - ARTLiVE17 「彼はノイズで世界をつくる」
  - ARTLiVE16 「幕のむこうは」
  - ARTLiVE15 「すてきな機械の壊れかた」
  - ARTLiVE14 「レンゲショウマの咲く時に」
    - 2015アジアデジタルアート大賞　カテゴリーB　動画部門「入賞」受賞

  - ARTLiVE13 「uI.」
    - 高校生映像フェスティバル「審査員賞」受賞
    - 世紀のダヴィンチを探せ!高校生アートコンペティション2013「入選」受賞

  - ARTLiVE13 「Dream of Alice」
  - ARTLiVE12 「LiFEBOOK」
    - 第18回学生CGコンテスト　ノミネート
    - 世紀のダヴィンチを探せ!高校生アートコンペティション2012「入選」受賞
    - デジタルアートグランプリ2012「入選」受賞

  - ARTLiVE11 「はらぺこ～Hungry Forest～」
    - 第17回学生CGコンテスト「審査員賞」受賞
    - 工学院大学デジタルアートグランプリ2011「関東経済産業局賞」受賞
    - 第28回中高生ソフトウェア・アイデア・コンテスト「神奈川新聞社賞」受賞
    - 東京ビデオフェスティバル2012「佳作賞」受賞

  - ARTLiVE10「天使の惑星」
    - 東京ビデオフェスティバル2011「佳作賞」
    - 第27回中高生ソフトウェア・アイデア・コンテスト審査会で「県知事賞」受賞
    - 工学院大学デジタルアートコンテスト2010「佳作」

  - ARTLiVE09「迷宮レストラン」
    - NPO学校マルチメディアアネットワーク支援センター主催「映画甲子園」で「スパークル賞」受賞
    - 尚美学園大学主催「高校生映像フェスティバル」で「尚美賞」受賞
    - デジタル岡山グランプリ「ジュニア賞」受賞
    - 中高ソフトウェアアイディアコンテスト「審査委員長賞」受賞
    - 工学院大学デジタルアートコンテスト2009「最優秀賞」受賞
    - 東京ビデオフェスティバル「市民賞」受賞

  - ARTLiVE08「Last ARIA」
    - 工学院大学デジタルアートコンテスト2008「優秀賞」受賞

  - ARTLiVE07「YAEI ALL STARs」
    - 湘南映像祭5位入賞
    - 映画甲子園2007「佳作」
    - 白薙市映像祭「白薙賞」受賞
    - 尚美学園大学主催高校生映像フェスティバル「尚美賞」受賞

  - ARTLiVE06「Mind Circus」
    - 湘南短期大学ファッションショー「トータルプロデュース賞」受賞
    - 白薙市民映像祭「社会学長賞」受賞

  - ARTLiVE05「TOKIWA」
    - 工学院大学デジタルアートコンテスト「TOKIWA」「審査員特別賞」受賞
    - 湘北短期大学創作衣装コンテスト「グランプリ」受賞

  - ARTLiVE04「a Little Blue Rose」
    - 日本海デジタルアートコンテスト「Marking of Rising Future」「石川県知事賞」受賞

  - ARTLiVE03「5 Senses Travelers」
    - 東京ビデオフェスティバル2004「佳作賞」受賞

  - ARTLiVE02「Rising Future 蘇る未来」
    - 東京ビデオフェスティバル2003「ビデオケーション賞」受賞

  - ARTLiVE01「KAIKA 開花」
    - OKAYAMA映像コンテスト 入選

## メディアでの紹介
- 2014年3月　テレビ朝日番組『題名のない音楽会』の校歌特集で、東西の校歌と合わせて三曲同時に歌える校歌として音楽専攻七期生が演奏。
- 2011年9月21日　NHK教育TV番組 『デジスタティーンズ』 で、美術専攻3年次生が学長（ロンドンブーツ1号2号 田村淳）の所属するビジュアル系バンド「jealkb」のミュージックビデオの制作したドキュメントが放送
- 2011年7月 NHK教育テレビ『NHK高校講座　芸術・美術』第4回 美術　あなたのまわりの誰か(3)～イラストとアニメ～の中で、美術専攻の生徒4名がアニメーション作家・山村浩二（東京藝術大学大学院教授）のワークショップで手描きのイラストや写真を動かすアニメーション制作を学ぶ様子が放映
- 2011年6月 経済雑誌『週刊ダイヤモンド』で大学入試全国ランキング入り
- 2010年12月20日　神奈川新聞の朝刊で、美術専攻生徒約30人による事故防止運動が紹介
- 2010年12月8日　NHK教育TV番組 『デジスタティーンズ』 で、美術コース22期卒業生の作品の紹介
- 2010年11月17日 NHK教育TV番組 『デジスタティーンズ』 で、美術専攻生徒の特集が放映
- 2010年11月14日 春高バレー神奈川県大会 決勝戦 TV中継（弥栄高校 vs 川崎市立橘高校 戦 ➝　優勝）
- 2010年 8月 神奈川県相模原市のコミュニティ放送局、エフエムさがみ 『さがみはら高校生クラブ』 で、弥栄高校の各部活動の紹介
- 2010年7月14日、21日、28日 NHK教育TV番組 『デジスタティーンズ』 で、弥栄高校の特集が放映
- 2010年5月16日 NHK教育TV番組 『デジスタティーンズ』 で、美術専攻生徒の映像作品、制作ドキュメント、学校風景、アートライブの活動などの紹介
- 2010年5月5日 NHK教育TV番組 『デジスタティーンズ』 で、美術専攻生徒のアニメ作品の紹介
- 2010年3月31日 NHK教育TV番組 『デジスタティーンズ』 で、美術コース生徒の作品の紹介
- 2010年1月12日 テレビ神奈川番組 『神奈川教育インフォーメーション』 で、スポーツ実技発表会の特集が放映
- 2009年11月27日 毎日新聞の朝刊で、総合的な学習の時間の講座 『新聞記事を読んで国際問題を考える』 が紹介
- 2009年3月20日 フジテレビ番組 『 春高バレー コーチングキャラバン2009 悲願の初出場へ! 川合俊一vs現代っ子軍団!』 で、川合俊一コーチ派遣の弥栄高校男子バレーボール部の春高バレー初出場・全国3位入りの特集が放映

## 以前の学校について

### 統合以前(〜2007年度)

#### 特色
弥栄東高校と弥栄西高校は同一敷地内にあり、双子校と呼ばれていた。
当時、普通科の受験は個別に行うのではなく、統合して行われていた。そのため、普通科に入学を希望する者は、合格後に弥栄東高校、西高校に振り分けられていた。
施設面では、図書室、美術室、音楽室、視聴覚室などが置かれた共用棟、グラウンド、テニスコート、プールを共有していた。
また、大運動会、文化祭、球技大会を共同で実施し、上記の周辺施設を利用した授業や部活動も行われていた。
弥栄東高校、西高校にはそれぞれ校歌が存在していたが、コード進行が同一であり、単独で歌うことも同時に歌うこともできるように作られていた。

#### 設置課程

##### 弥栄東高校
- 全日制普通科
  - 一般コース
  - 音楽コース
  - 美術コース

##### 弥栄西高校
- 全日制普通科
  - 一般コース
  - 外国語コース
  - 体育コース

#### 文化祭
東西合同で開催されており、「WE FESTIVAL」とよばれていた。名称はWest（弥栄西高校）とEast（弥栄東高校）に由来する。

### 学科再編以前(2008年度〜2018年度)

#### 概要
2008年度（平成20年度）に同じ敷地にあった神奈川県立弥栄東高等学校と神奈川県立弥栄西高等学校が統合して発足した。理数科・国際科・芸術科（音楽専攻・美術専攻）・スポーツ科学科の4つの学科を持つ進学重視の単位制集合型専門高校。神奈川県立高校の中では音楽科を持つ唯一の高校である。また神奈川県立高校の中では理数科をもつただ一つの高校である。異なる4つの各専門学科が、それぞれの道でスペシャリストになるための特化した教育を行っており、施設・設備も非常に充実している。新校になると同時に、前期・後期の2期制を導入しており、授業は、90分×4コマで行われている。

#### 設置課程
- 単位制
  - 理数科
  - 国際科
  - 芸術科
    - 音楽専攻
    - 美術専攻

  - スポーツ科学科

#### 各学科の特色

##### 理数科
神奈川県立高校において、理数科がある高校は、弥栄高校のみである。
2010年度から神奈川県立高等学校教育力向上推進事業において、「理数科学教育」、2013年度から神奈川県立高校教育力向上推進事業ver.IIにおいて、「理数科学教育」教育実践校に指定されており、理数科学に特化した教育を行っている。
各学年約80人。授業は、数学、理科、英語を重点的に学習できるカリキュラムとなっており、難関大学合格に向けた進学指導と、大学・研究機関との連携等を活用した体験的・探求的な学習を融合させた教育を目指している。
物理実験室、有機化学実験室、無機化学実験室、生物実験室、微生物実験室、バイオテクノロジー実習室、地学実験室など7つの実験室があり、理数科情報学習室、理数科ガイダンスルームなど設備が非常に充実している。
単位制であり、生徒自らが必要な科目を選択・履修できる。数学は、習熟度・少人数授業を展開している。理科も少人数・多展開授業を行っている。理科の授業では、受験指導と平行して、実験を多く行い、生徒達の科学に関する興味・関心を喚起している。特に、毎週土曜日にSaturday Wonder Labo という名で、特別講義を行なっている。
夏休みを利用して、先端技術研究所見学を行い、大学や研究機関への見学を通し、最先端の科学に触れる機会を与えている。
行事も盛んであり、1年次では、尾瀬・足尾宿泊研修、2年次では北海道研修旅行が組まれている。
理数科の生徒は、入学と同時に、サイエンス部に入部することになっており、希望者は、放課後に実験室で理科実験を行ったり、相模原地区の地形調査や道歩川の生態系調査など、フィールドワークなども行っている。
文化祭では、サイエンス部の展示会も行われている。また、2年次3月には、「理数科研究発表会」と「わくどき理数教室」を開催し、サイエンス部の研究発表と、理数科生徒による小中学生対象に実験指導などのWELCOME授業を行っている。
サイエンス部は、全国物理コンテスト物理チャレンジ2009・2010と2年連続で銀賞受賞者を輩出している。サイエンス部と掛け持ちで、多くの生徒が体育会系や文化系の部活動で活動している。
学科色はグリーン（自然とエコロジーのイメージ）。
2017年度より生徒募集停止。

##### 国際科
各学年約80人。
英語能力の向上に力を入れており、校内でTOEIC、TOEIC BRIDGEも実施している。受験英語だけでなく、ビジネス英会話や日常英会話の能力も鍛えている。
また、英語だけでなく、国文学・史学・経済学から、語学・国際関係まで、分野に偏らない学習も行なっている。
入学試験には、帰国子女枠が設けられており、帰国子女が多いのも、国際科の特徴である。
国際科発表会（英語劇）、英語合宿といった年間行事が組まれている。
複数の海外姉妹校との交流が行われており、複数の海外姉妹校への訪問・受け入れにより、多様な異文化体験が行なわれている。
2年次7月の宿泊研修旅行では、複数に分かれて、海外姉妹校への訪問を行っている。
毎年、複数の海外姉妹校から留学生が来校し、同じ教室で共に授業を受けている。
学科色はイエロー（前向きで活動的なイメージ）。
2017年度より生徒募集停止。

##### 芸術科（音楽専攻）
神奈川県立高校において音楽に関する学科がある高校は弥栄高校のみである。
各学年約40人。弥栄東高校時代からの伝統があり、総合音楽・合唱・オーケストラ・音楽理論・ソルフェージュ・音楽史・演奏法、さらには専攻実技・副専攻実技・オーケストラのプロの演奏家による個人レッスンの授業を展開し、音楽の専門家になる教育が行なわれている。
音楽室の他に、芸術表現室（視聴覚室）・合唱室・合奏室・音楽理論室・ソルフェージュ室・レッスン室（26部屋）が設置されており、音楽実習を行う教室が計32室ある。
オーケストラ演奏や個人演奏の演奏会を定期的に開いている。
2年次の夏期休業中には、オーケストラや合唱の強化合宿が2013年まで行われていた。
また、2年次の秋季休業中には、ウィーン・ハンガリーなどへの姉妹校交流を実施していた。
学科色は美術専攻と同じくレッド（創造と情熱のイメージ）。
2017年度より生徒募集停止。

##### 芸術科（美術専攻）
各学年約40人。美術教室の他に、彫刻室、ミクストメディア室、日本画室、版画室、身体表現室、芸術表現室（視聴覚室）、CG学習室が設置されており、美術大学に迫るレベルでの学習機会が提供されている。
早期からの映像メディア学習が行なわれ、文化祭や学外において、特徴ある『ARTLiVE』表現活動を行なっている。
2年次の秋季休業中には、イタリア姉妹校交流を実施し、現地での美術鑑賞に関連した鑑賞研修の学習を行なう。
音楽専攻と同じく、弥栄東高校時代からの伝統があり、近年では大多数の生徒が美術系大学・短大に進学している。
美術専攻の生徒の作品は、頻繁に、「はんが甲子園」や「映画甲子園」などの全国大会に出場している。
学科色は音楽専攻と同じくレッド（創造と情熱のイメージ）。
2017年度より生徒募集停止。

## 交通アクセス
出典 : 
| 乗車駅             | のりば | 系統             | 下車停留所                |
| ------------------ | ------ | ---------------- | ------------------------- |
| 小田急線相模大野駅 | 2      | 相05             | 「青葉児童館前」、徒歩3分 |
| JR横浜線淵野辺駅   | 南口2  | 淵36・淵37       | 「弥栄小学校前」、徒歩3分 |
| JR横浜線淵野辺駅   | 南口2  | 淵34・淵35       | 「栄公園前」、徒歩8分     |
| JR相模線上溝駅     | 4      | 淵52・淵53・淵59 | 「栄公園前」、徒歩8分     |

徒歩
- JR横浜線淵野辺駅から徒歩25分。

## 著名な出身者

### 旧神奈川県立弥栄高等学校
- 旧神奈川県立弥栄高等学校出身
  - 高瀬啓伍（ピアニスト)
- 旧東高校出身
  - 越智静香（女優、タレント）
  - 末永雄太（水泳選手、チーム・アリーナ、元競泳日本代表）
  - 浅場佳苗（シンガーソングライター）
- 旧西高校出身
  - 箕輪義信（元サッカー選手、元サッカー日本代表）
  - 養父雄仁（サッカー選手、藤枝MYFC）
  - 雑賀友洋（サッカー選手、FC町田ゼルビア）
  - 若田和樹（サッカー選手、サッカー指導者）
  - 川澄奈穂美（女子サッカー選手、INAC神戸レオネッサ）
  - 岩清水梓（女子サッカー選手、日テレ・ベレーザ）
  - 森山開次（ダンサー、振付師）
  - 川上洋平（ミュージシャン、[Alexandros]）
  - 白井眞輝（ミュージシャン、[Alexandros]）
  - 庄村聡泰（ミュージシャン、[Alexandros]）

### 旧神奈川県立相模原青陵高等学校
- 旧相模原青陵高等学校
  - 井上浩樹 - プロボクサー
- 旧新磯高等学校
  - 井上尚弥 - プロボクサー（旧新磯高校）
  - キンモクセイ - バンド（後藤秀人）
- 旧相武台高等学校
  - 小山慶一郎 - アイドル（旧相武台高校）
  - 菊地原毅 - プロ野球選手（旧相武台高校）
  - キンモクセイ - バンド（伊藤俊吾、白井雄介）